# Летево
Летево — деревня в Вадинском районе Пензенской области России. Входит в состав Большелукинского сельсовета.

## География
Деревня находится в северо-западной части Пензенской области, в пределах восточной окраины Окско-Донской низменности, в лесостепной зоне, на правом берегу реки Латос, на расстоянии примерно 15 километров (по прямой) к западу-северо-западу (WNW) от села Вадинска, административного центра района.
Климат
Климат характеризуется как умеренно континентальный. Средняя температура воздуха самого холодного месяца (января) составляет −11,5 °C (абсолютный минимум — −44 °С); самого тёплого месяца (июля) — 19,5 °C (абсолютный максимум — 38 °С). Продолжительность безморозного периода составляет 133 дня. Годовое количество атмосферных осадков — 467 мм. Снежный покров держится в среднем 141 день.

## История
Возникла в конце XVII века. Название восходит к гидрониму Летевка (устаревшее наименование реки Латос). В 1785 года в собственности у помещиков И. М. Дубасова (90 ревизских душ с крестьянами села Дубасова) и М. С. Рахманова (264 ревизских души). Население относилось к православному приходу Михайло-Архангельской церкви села Ртищева.
По состоянию на 1911 год в деревне, относившейся к Ртищевской волости Керенского уезда, имелись: одно крестьянское общество и 38 дворов. Население села того периода составляло 249 человек. По данным 1955 года в деревне располагалась бригада колхоза имени Сталина.

## Население
| 2010 |
| ---- |
| 12   |

Половой состав
По данным Всероссийской переписи населения 2010 года в гендерной структуре населения мужчины составляли 50 %, женщины — соответственно также 50 %.
Национальный состав
Согласно результатам переписи 2002 года, в национальной структуре населения русские составляли 100 % из 18 чел.

## Улицы
Уличная сеть деревни состоит из одной улицы (ул. Садовая):